# Giro di Toscana 1926
Il Giro di Toscana 1926, quarta edizione della corsa, si svolse il 28 agosto 1926 su un percorso di 272 km. La vittoria fu appannaggio dell'italiano Alfredo Binda, che completò il percorso in 11h51'00", precedendo i connazionali Costante Girardengo e Domenico Piemontesi.
I corridori che presero il via da Firenze furono 31, mentre coloro che tagliarono il medesimo traguardo furono 23.

## Ordine d'arrivo (Top 10)
| Pos. | Corridore           | Squadra         | Tempo     |
| ---- | ------------------- | --------------- | --------- |
| 1    | Alfredo Binda       | Legnano-Pirelli | 11h51'00" |
| 2    | Costante Girardengo | Wolsit-Pirelli  | a 7'00"   |
| 3    | Domenico Piemontesi | Alycon-Dunlop   | s.t.      |
| 4    | Giovanni Brunero    | Legnano-Pirelli | s.t.      |
| 5    | Antonio Negrini     | Wolsit-Pirelli  | s.t.      |
| 6    | Umberto Berni       | -               | a 11'08"  |
| 7    | Pietro Linari       | Legnano-Pirelli | a 13'05"  |
| 8    | Egidio Picchiottino | Alycon-Dunlop   | a 22'40"  |
| 9    | Gino Balestieri     | -               | a 23'30"  |
| 10   | Ottavio Massaro     | -               | a 23'37"  |